# آلوینر
آلوینر (انگلیسی: Allwinner) شرکت الکترونیک چینی است، که در سال ۲۰۰۷ تأسیس شد.